# 土師器

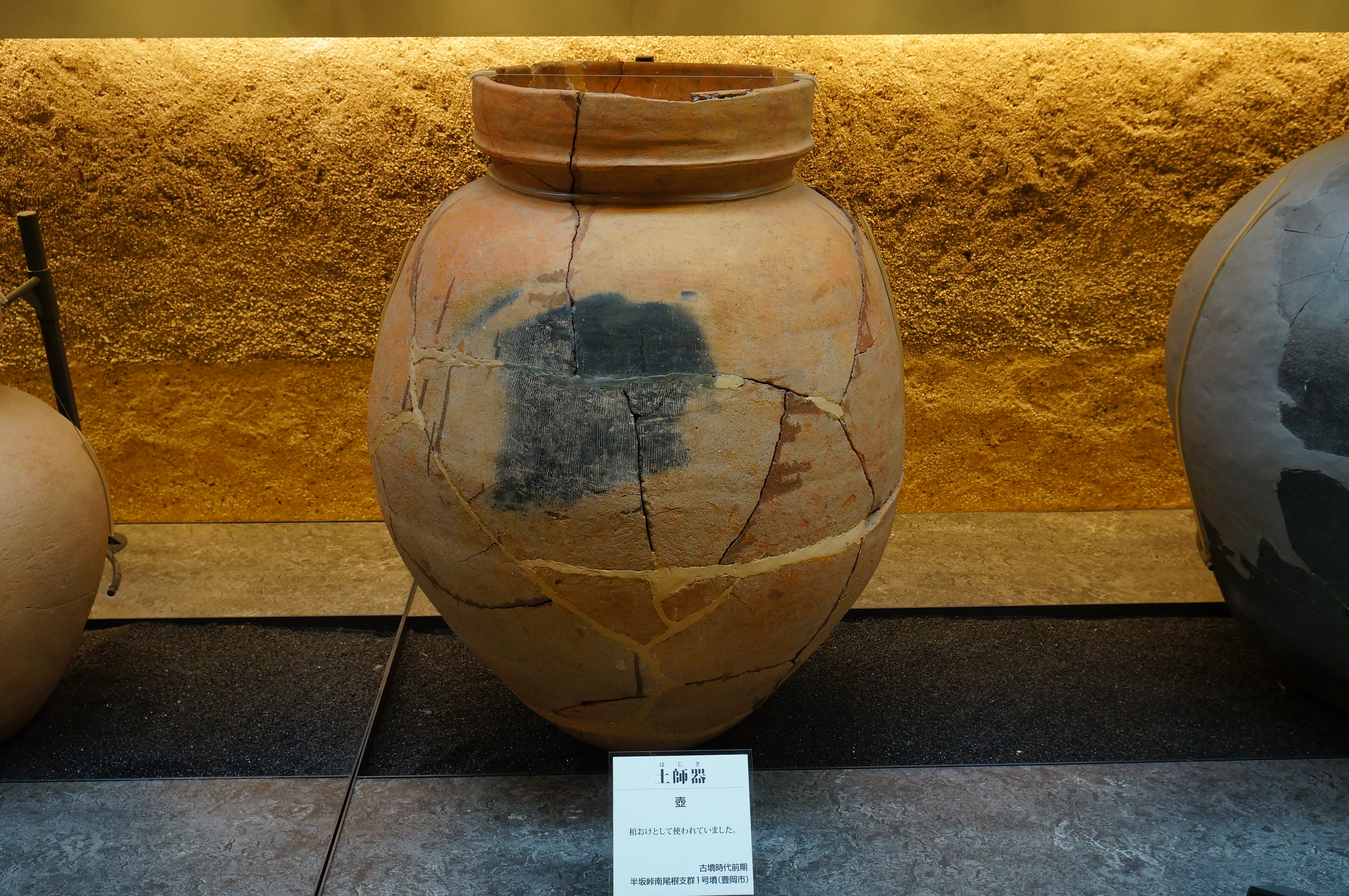
半坂峠南尾根支群1号墳（兵庫県豐岡市）出土古坟时代前期的壶（兵庫县立考古博物馆蔵）

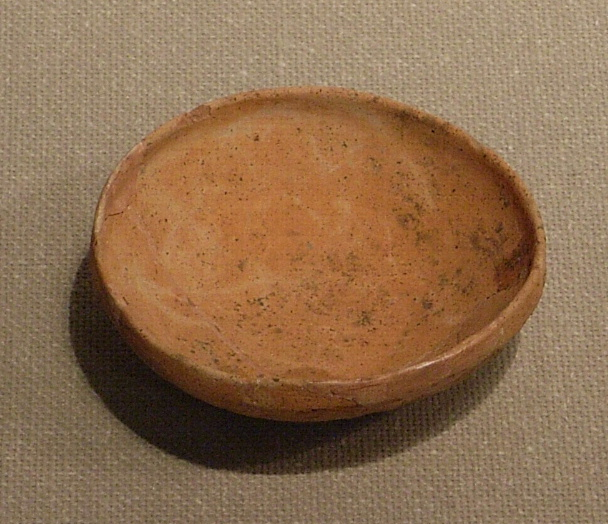
宫城县仙台市郡山遗址出土的7世纪的杯

土师器（日语：／ hajiki *）源于弥生陶器，从古坟时代至奈良、平安時代生产的素烧陶器，进入中世、近世以后，被土师质陶器和焙烙所取代。
这种陶器与须惠器属于同一時代，作为实用品，通常认为土師器更日常，等级更低。然而，根据《正仓院文书》中记录陶器种类的价格表的文書，须惠器和土師器之间几乎没有价格差，但有盖和没盖的价格却差了大约一倍。另外，埴轮也属于土師器的一种。

## 概略
土师器以甕等貯蔵用具为主，但也生产杯、皿、高杯、碗等餐具，也有做饭用的甑。除了这样的日常食器，也常做祭祀具、随葬品使用，祭祀遗迹、古墳中也有出土。
土师器采用平地堆烧或在地面挖掘小坑进行坑烧，因此无密闭性，以氧气充足的氧化焰烧成。烧成温度也因此比须惠器要低，大约以800-900度的温度烧成，呈橙色或赤褐色，比须惠器质地更軟。从进入古坟时代开始，土师器便代替弥生陶器使用。土師器分为庄内式和布留式（奈良県天理市布留遗址出土），庄内式陶器代表更古阶段的土師器，彼时尚未出现定型化的大型円墳，因此庄内式陶器很可能时古墳出現以前的陶器。陶器型式排列顺序为：弥生V期→庄内式→布留式。
虽然和须惠器大致属于同一时期的产品，但是土師器的制作技法是对弥生式陶器的延续，从陶器自身很难判定究竟延续到什么程度就算土师器。以前是通过和古墳伴出的特征来判断，現在则更注重是否具有全国的同一性。绳纹陶器、弥生陶器的地域特色对比强烈鲜明，但土師器的话，严格来说虽然也有地方特色，但同样设计、技法的陶器从本州到九州广泛大規模的分布。这意味着文化交流的增加，与前一时代泾渭分明，其背后很可能可以看出政治統一进程。
土師器本来，无论是原則上还是传统上都是没有纹饰的陶器，但以東北地方北部为中心的区域，常常出土8世纪前後口缘部带有阴弦纹的土師器。
9世纪后，随着土師器工人集团（土師部（日语：／））和须惠器工人集团（陶部（日语：／））的交流愈发活跃，被称作轆轤土師器、土師質土器等的位于两者中間様式的陶器的被大量制作。
进入中世后登場的土师质陶器，源于土師器本来的製法，手捏式陶器，主要用于祭祀。現在有时也会为了驱邪和酒席娱乐等进行土器投。另外，在伊勢神宮举行神事所用的陶器，全部为三重县多气郡明和町神宮土器調整所所造的土師器。

### 出處
1. ↑  後藤（2007）pp.145-161
2. 1 2  田尾（2007）pp.80-82
3. ↑  後藤（2007）pp.132-145
4. ↑  玉口 & 小金井 1998.
5. ↑  高橋（1997）

## 關連文獻
- 高橋学「口縁部に沈線文をもつ土師器－秋田県域での事例－」日本考古学協会（日语：日本考古学協会）1997年度秋田大会実行委員会『蝦夷・律令国家・日本海』日本考古学協会1997年度秋田大会シンポジウムⅡ・資料集、1997年10月。
- 望月精司・木立雅朗. . 窯跡研究会  (编). . 真陽社. 1997.